# Backbone.js
Backbone.js é uma biblioteca JavaScript inspirada em uma interface JSON RESTful que oferece uma arquitetura MV* ou MVC: model–view-controller. Backbone é famoso por sua leveza e robustez e a sua única dependência é o Underscore.js, que por sua vez é dependente da biblioteca jQuery para interações com o DOM.
Backbone nasceu para desenvolver aplicações de uma única página, ou, em inglês, Single-Page Applications. Por trás disso, a sua proposta ainda é manter os dados de um sistema ou aplicação sincronizados com a interface do usuário sem que o desenvolvedor tenha que fazer muito esforço.
O autor de Backbone é Jeremy Ashkenas, também autor do famoso pré-processador CoffeeScript.